# 奧賽羅 (新澤西州)
奧賽羅（英語：Othello）是位於美國新澤西州坎伯蘭縣的普查規定居民點。

## 人口
根據2020年美國人口普查的數據，奧賽羅的面積為3.22平方千米，當中陸地面積為3.21平方千米，而水域面積為0.01平方千米。當地共有人口132人，而人口密度為每平方千米40.99人。